# Shalu
Shalu (chiń. upr. 沙鹿区; chiń. trad. 沙鹿區; pinyin Shālù qū; Wade-Giles Sha-lu ch’ü) – dzielnica (chiń. 區, qū) w rejonie nadmorskim miasta wydzielonego Taizhong na Tajwanie. 
23 czerwca 2009 komitet przy Ministrze Spraw Wewnętrznych Republiki Chińskiej zarekomendował scalenie dotychczasowego powiatu Taizhong (chiń. trad. 臺中縣; pinyin Táizhōng xiàn) i miasta Taizhong (chiń. trad. 臺中市; pinyin Táizhōng xiàn) w miasto wydzielone (chiń. 直轄市, zhíxiáshì); wszystkie gminy miejskie (chiń. 鎮, zhèn), jak Shalu, miasta i gminy wiejskie wchodzące w skład powiatu zostały przekształcone w dzielnice (chiń. 區, qū). Ustawa weszła w życie 25 grudnia 2010 roku.
Populacja dzielnicy Shalu w 2016 roku liczyła 91 338 mieszkańców – 45 158 kobiet i 46 180 mężczyzn. Liczba gospodarstw domowych wynosiła 28 835, co oznacza, że w jednym gospodarstwie zamieszkiwało średnio 3,17 osób.

## Demografia (2011–2016)
| Rok  | Liczba ludności | Gęstość zaludnienia | Kobiety | Mężczyźni | Gospodarstwa domowe |
| ---- | --------------- | ------------------- | ------- | --------- | ------------------- |
| 2011 | 83 238          | 2057                | 40 916  | 42 322    | 24 720              |
| 2012 | 84 797          | 2095                | 41 724  | 43 073    | 25 472              |
| 2013 | 86 305          | 2133                | 42 518  | 43 787    | 26 371              |
| 2014 | 87 742          | 2168                | 43 183  | 44 559    | 27 099              |
| 2015 | 89 592          | 2214                | 44 193  | 45 399    | 27 988              |
| 2016 | 91 338          | 2257                | 45 158  | 46 180    | 28 835              |